# Wiktoryn Kaczyński
Wiktoryn Kaczyński (ur. 28 lutego?/12 marca 1891 w Kronsztadzie, zm. 3 lutego 1986 w USA) – komandor podporucznik pilot Wojska Polskiego. Pierwszy dowódca jednostki lotnictwa morskiego w II RP.

## Życiorys
W 1910 roku ukończył Morski Korpus Kadetów i od grudnia służył w carskiej marynarce na pokładzie krążownika Kaguł we Flocie Czarnomorskiej. W 1912 roku ukończył szkolenie lotnicze we Wszechrosyjskim Imperialnym Aeroklubie oraz w oficerskiej szkole lotnictwa morskiego. Szkolenie lotnicze kontynuował w 1913 roku na politechnice w Petersburgu jako słuchacz kursów lotniczych. Kontynuował służbę wojskową w marynarce w 1. dywizjonie stawiaczy min, w 1917 roku został przeniesiony do lotnictwa Floty Czarnomorskiej w którym objął dowództwo 1. grupy lotniczej. 
W 1918 roku zgłosił się do przedstawiciela polskich władz w Sewastopolu i wstąpił do Wojska Polskiego. Z racji swego doświadczenia lotniczego został przydzielony do I Batalionu Morskiego, który stał się zalążkiem polskiego lotnictwa morskiego w Pucku. Został mianowany dowódcą batalionu lotniczego i otrzymał zadanie doprowadzenia lotniska, hangarów i wodowiska do stanu używalności i przygotowanie ich dla samolotów i personelu przyszłej jednostki lotnictwa morskiego. 
27 maja 1920 roku został mianowany komendantem pierwszej polskiej jednostki lotnictwa morskiego i otrzymał zadanie stworzenia morskiej eskadry szkolnej. 1 lipca oficjalnie powołano do istnienia Bazę Lotnictwa Morskiego w Pucku, jej dowódcą został Wiktoryn Kaczyński. Pod jego kierownictwem jednostka pozyskiwała sprzęt poprzez remont poniemieckich samolotów oraz zakupy, m.in. w Wolnym Mieście Gdańsku. Dzięki jego staraniom w ramach jednostki powstała Morska Szkoła Pilotów.
W listopadzie 1921 roku Baza Lotnictwa Morskiego wraz z Morską Szkołą Pilotów została przekształcona w jednostkę liniową o nazwie Lotnictwo Morskie. Jej dowódcą został mianowany Wiktoryn Kaczyński, który sprawował to stanowisko do 23 grudnia 1921 roku. W lutym 1922 roku opracował projekt zmiany organizacji polskiego lotnictwa morskiego pt. Organizacja Lotnictwa Morskiego w związku z przejściem Lotnictwa do Departamentu IV Żeglugi Powietrznej. 3 maja 1922 roku został zweryfikowany w stopniu majora ze starszeństwem z 1 czerwca 1919 roku i 2. lokatą w korpusie oficerów aeronautycznych. Jego oddziałem macierzystym był wówczas 2 Pułk Lotniczy w Krakowie.
Jego kariera wojskowa została przerwana na skutek tragicznego wypadku jaki miał miejsce 15 sierpnia 1922 roku. Z okazji Święta Żołnierza przewidziano pokaz bombardowania z  wodnopłatowca Lübeck-Travemünde F4. Z polecenia Wiktoryna Kaczyńskiego załoga w składzie: chor. pil. Stempniewicz, inż. Aleksander Witkowski – bombardier, kpt. mar. Kobza - pasażer miała zaprezentować zebranej publiczności bombardowanie. Jedna ze zrzuconych bomb 12,5 kg PuW trafiła w tłum widzów w wyniku czego śmierć poniosło 9 osób, 13 zostało ciężko rannych, a 22 lekko rannych. Wiktoryn Kaczyński i Aleksander Witkowski zostali skazani wyrokiem Wojskowego Sądu Admiralskiego w Grudziądzu na czteromiesięczny areszt i wydalenie z wojska.
Kaczyński w 1923 roku wyjechał do Belgii, a następnie w 1928 r. do Stanów Zjednoczonych. Tam zmarł 3 lutego 1986 roku na Florydzie. 

## Ordery i odznaczenia
W okresie służby w armii carskiej otrzymał następujące odznaczenia:
- Order Świętego Jerzego,
- Order Świętej Anny III klasy z Mieczami i Kokardą,
- Order Świętego Stanisława II klasy z Mieczami,
- Order Świętego Stanisława III klasy z Mieczami i Kokardą,
- Order Świętego Włodzimierza IV klasy z Mieczami i Kokardą,
- Złota Odznaka za ukończenie Morskiego Korpusu Kadetów,
- Angielska Odznaka Pilota.